# Delta1-piperideina-2-carbossilato reduttasi
La delta1-piperideina-2-carbossilato reduttasi è un enzima appartenente alla classe delle ossidoreduttasi, che catalizza la seguente reazione:
L-pipecolato + NADP+ ⇄ Δ1-piperideina-2-carbossilato + NADPH + H+